# 778 v.Chr.
Het jaar 778 v.Chr. is een jaartal volgens de christelijke jaartelling. 

## Gebeurtenissen

### Griekenland
- Coenus van Macedonië volgt zijn vader Caranus van Macedonië op als koning van Macedonië.

### India
- Janaka, de koning van de Videha en de schoonvader van Rama, wordt de beschermheer van enkele asceten, die hun mystieke documenten, de Upanishads, verspreiden.

## Overleden
- Parshvadeva (geboren ca. 817 v.Chr.), 23ste profeet uit het Jaïnisme.